# Millerana arbosioides
Millerana arbosioides is een vlinder uit de familie van de uilen (Noctuidae). De wetenschappelijke naam van de soort werd voor het eerst geldig gepubliceerd in 1894 door Dognin als Gaujonia arbosioides.